# Старый Кушкет
Старый Кушкет (тат. Иске Көшкәт) — село в Балтасинском районе Республики Татарстан. Входит в состав Янгуловского сельского поселения.

## Географическое положение
Село расположено на севере Татарстана, в центральной части Балтасинского района, на берегу реки Кушкет. Расстояние до районного центра (посёлка городского типа Балтаси) — 10 км. Абсолютная высота — 98 метров над уровнем моря. Ближайшие населённые пункты — Бурнак, Янгулово, Биктяшево, Средний Кушкет.

## История
Село было основано более 500 лет назад и первоначально находилось вблизи деревни Сосна. В период с 1926 по 1968 годы в окрестностях села производилась добыча торфа. В 1929 году в Старом Кушкете был создан колхоз (имени Ворошилова). В период с 1930-х по середину 80-х при колхозе функционировала пасека. В 1958 году колхоз села Старый Кушкет был объединён с колхозом «Яна тормыш».

## Население
По данным всероссийской переписи 2010 года численность населения села составляла 190 человек. В национальном составе населения преобладают удмурты и русские.

## Известные уроженцы
- Исаев Олег Николаевич (1964—1996) — Герой Российской Федерации.
- Данилов Пётр Павлович[4] (1962) - Директор государственного театра песни и танца "Айкай" Удмуртской Республики

## Инфраструктура
В Старом Кушкете имеется начальная школа, сельский клуб, а также фельдшерско-акушерский пункт. Общая площадь жилого фонда села — 5,2 тыс. м².

Улицы села:
- Дружбы
- Нагорная
- Центральная
- Юрия Гагарина